# Naruto: Shippuden (sezonul 2)
Naruto: Shippuden – Sezonul 2: Mult Așteptata Reuniune (2007-2008)
Episoadele din sezonul doi al seriei anime Naruto: Shippuden se bazează pe partea a doua a seriei manga Naruto de Masashi Kishimoto. Sezonul doi din Naruto: Shippuden, serie de anime, este regizat de Hayato Date și produs de Studioul Pierrot și TV Tokyo și a început să fie difuzat pe data de 8 noiembrie 2007 la TV Tokyo și s-a încheiat la data de 3 aprilie 2008.
Episoadele din sezonul doi al seriei anime Naruto: Shippuden fac referire la adolescentul shinobi Naruto Uzumaki a cărui echipă este ansamblată pentru al găsi pe Sasuke Uchiha, care a fugit din satul lor la Orochimaru.

## Lista episoadelor
| Nr. Ep. Original | Nr. Ep. Serie | Nr. Ep. Sezon | Titlu                         | Apariție          |
| ---------------- | ------------- | ------------- | ----------------------------- | ----------------- |
| 253              | 33            | 1             | Noua țintă                    | 8 noiembrie 2007  |
| 254              | 34            | 2             | Formare! Noua Echipă Kakashi! | 15 noiembrie 2007 |
| 255              | 35            | 3             | O adăugare nenecesară         | 22 noiembrie 2007 |
| 256              | 36            | 4             | Zâmbetul fals                 | 29 noiembrie 2007 |
| 257              | 37            | 5             | Fără titlu                    | 29 noiembrie 2007 |
| 258              | 38            | 6             | Simulare                      | 6 decembrie 2007  |
| 259              | 39            | 7             | Podul Tenchi                  | 13 decembrie 2007 |
| 260              | 40            | 8             | Nouă Cozi dezlănțuit          | 20 decembrie 2007 |
| 261              | 41            | 9             | Misiunea secretă începe       | 20 decembrie 2007 |
| 262              | 42            | 10            | Orochimaru vs. jinchuriki     | 10 ianuarie 2008  |
| 26 3             | 43            | 11            | Lacrimile lui Sakura          | 17 ianuarie 2008  |
| 264              | 44            | 12            | Secretul bătăliei!            | 24 ianuarie 2008  |
| 265              | 45            | 13            | Consecințele trădării         | 31 ianuarie 2008  |
| 266              | 46            | 14            | Pagina neterminată            | 7 februarie 2008  |
| 267              | 47            | 15            | Infiltrare: Vizuina șarpelui! | 14 februarie 2008 |
| 268              | 48            | 16            | Legături                      | 28 februarie 2008 |
| 269              | 49            | 17            | Ceva important...             | 6 martie 2008     |
| 270              | 50            | 18            | Povestea cărții cu poze       | 13 martie 2008    |
| 271              | 51            | 19            | Reuniune                      | 20 martie 2008    |
| 272              | 52            | 20            | Puterea Uchiha                | 20 martie 2008    |
| 273              | 53            | 21            | Titlu                         | 3 aprilie 2008    |